# Xã Benton, Quận Butler, Kansas
Xã Benton (tiếng Anh: Benton Township) là một xã thuộc quận Butler, tiểu bang Kansas, Hoa Kỳ. Năm 2010, dân số của xã này là 2.278 người.